# Grethe Kindberg Jørgensen
Grethe Kindberg Jørgensen (født Grethe Kindberg, 16. september 1936 i Neder Hvam, død 5. januar 2022) var en dansk politiker som var medlem af Folketinget for Centrum-Demokraterne fra 1981 til 1984.
Jørgensen blev født i Neder Hvam syd for Viborg i 1936 som datter af uddeler ved Neder Hvam Brugsforening og lokalredaktør Henning Johan Kindberg og hustru Johanne Kristence Pedersen. Hun havde præliminæreksamen fra Viborg Private Realskole i 1952 og var kontoruddannet. Hun havde en handelsskoleeksamen fra 1955 og forskellige eksaminer fra forvaltningshøjskolerne i Århus og København i 1971 og 1976. Fra 1980 studerede hun revision (stud.merc.) på handelsskolen i Næstved. Jørgensen var ansat ved politiet og boede i Næstved i 1981.
Hun blev folketingskandidat for Centrum-Demokraterne i Præstøkredsen i 1980 og blev valgt til Folketinget ved folketingsvalget 1981. Hun opnåede ikke genvalg ved folketingsvalget 1984.